# Fernando de la Puente y Primo de Rivera
Fernando de la Puente y Primo de Rivera (Cádiz, 28 de agosto de 1808 - Burgos, 20 de marzo de 1867) fue un cardenal español. 

## Biografía
Nacido de familia noble, fue doctor en Teología y Letras por la Universidad de Sevilla. 
Discípulo de Wiseman en Londres. 
Fue párroco en Sevilla. 
Fue auditor del Tribunal de la Rota.  
Fue director de Educación moral y religiosa del príncipe de Asturias (futuro rey Alfonso XII). 

## Episcopado

### Obispo de Salamanca
El 27 de septiembre de 1852 fue nombrado obispo de Salamanca y consagrado el 19 de diciembre de dicho año. 

### Arzobispo de Burgos
El 27 de septiembre de 1857 fue nombrado arzobispo de Burgos y justo cuatro años después, en el consistorio del 27 de septiembre de 1861 elevado al cardenalato.
En 1858 fue nombrado senador por derecho propio hasta su fallecimiento.

#### Obras
Dispuso la ampliación y rehabilitación del Seminario de San Jerónimo de Burgos, hoy Facultad de Teología del Norte de España, con nueva fachada por donde antes fuera la muralla de la ciudad, hoy calle de Eduardo Martínez del Campo. Cambió el pavimento de la catedral de Burgos por uno nuevo de mármol de Carrara.
Derribó y reconstruyó la fachada este del palacio arzobispal de Burgos para dignificar la entrada a la catedral por la Puerta del Sarmental, hasta entonces prácticamente oculta por el palacio.

#### Acontecimientos
Durante su pontificado tuvo lugar en Siria el martirio del beato Manuel Ruiz López, religioso franciscano de San Martín de las Ollas (Burgos).
En enero de 1858 fundó el Boletín Oficial del Arzobispado de Burgos.